# Aburina marmorata
Aburina marmorata là một loài bướm đêm trong họ Noctuidae.